# Борислав Пекић
Борислав В. Пекић (Подгорица, 4. фебруар 1930 — Лондон, 2. јул 1992) био је српски књижевник, сценариста и академик. Један је од тринаест интелектуалаца који су обновили рад Демократске странке.
Пекић је један од најзначајнијих српских књижевника 20. века. Добитник је НИН-ове награде за роман Ходочашће Арсенија Његована из 1970. године и низа других признања: Награда Стеријиног позорја (1972); награда удружења издавача, (1977); Награда Радио-Загреба, (1982); Годишња награда Удружења књижевника Србије за Сабрана дела (1985); Његошева награда, (1987); Награда Задужбине Јакова Игњатовића, 1991. Орден заслуга за народ са сребрном звездом за допринос у културном стваралаштву.
Након Пекићеве емиграције у Лондон 1971, југословенске власти су га сматрале персоном нон грата и низ година су осујећивали издавање његових дела у Југославији. Његова најпознатија дела су Златно руно, Беснило, Одбрана и последњи дани, Како упокојити вампира, Атлантида и Време чуда. Од 12. децембра 1985. био је дописни члан Српске академије наука и уметности.

## Живот и рад

### Младост и романи
Његов отац, Војислав Д. Пекић, је у Краљевини Југославији био високи државни чиновник, тако да су од Бориславовог рођења до 1941. живели у Старом и Новом Бечеју, Мркоњић Граду, Книну и Цетињу. Почетком Другог светског рата, италијанске окупационе власти су их протерале из Цетиња за Србију. Његова породица се настанила у Баваништу (јужни Банат), а 1945. се одселила у Београд. По пресељењу у Београд 1945, образовање је наставио у Трећој мушкој гимназији, где је матурирао 1948. Убрзо после тога је био ухапшен:
Био сам члан илегалне студентско-гимназијске организације која се звала Савез демократске омладине Југославије. Ухапшен сам 7. новембра 1948, маја 1949. осуђен по Закону о кривичним делима против народа и државе, на првостепеном Окружном суду на 10 година, а потом ми је на Врховном суду (Народне Републике Србије 26. јуна 1949. године) казна повећана на 15 година затвора са присилним радом и извесним бројем година губитка грађанских права након издржане казне. Помилован сам 29. новембра 1953. године.— Борислав Пекић
Као припадник СДОЈ-a је осуђен на петнаест година робије са принудним радом. Издржавао је казну у КПД Сремска Митровица и КПД Ниш. Помилован је после пет година 1953. године. За време тамновања зачете су многе идеје које је после развио у својим главним романима.
Студирао је експерименталну психологију на Филозофском факултету у Београду (1954—1958).
Године 1958. оженио се инжењерком архитектуре Љиљаном Глишић, сестричином др Милана Стојадиновића, који је био председник владе Југославије (1935—1939) и министар финансија. Годину дана касније родила им се ћерка Александра. Година 1959. је такође година када је Пекић написао свој први од преко двадесет оригиналних филмских сценарија за главне филмске куће у Југославији, међу којима и Дан четрнаести, који је представљао Југославију на Канском филмском фестивалу 1961. године.
Годинама је Пекић радио на неколико романа, а када је први од њих, Време чуда (1965), штампан, привукао је пажњу великог броја читалаца, као и књижевних критичара. Овај роман је 1976. издат на енглеском од стране Harcourt Brace Jovanovic у Њујорку као Time of Miracles (Време чуда). Преведен је на француски 1986, на пољски 1986, румунски 1987, италијански 2004. и грчки 2007. Пекићев први роман јасно је указао на две важне карактеристике његовог рада, оштар антидогматизам и константни скептицизам у погледу могућег „прогреса“ човечанства који је достигнут у току своје историје.
Када је Пекић припремио антологију дечије поезије, која је обухватала дела са територијe читаве Југославије, Григор Витез га је критиковао јер, иако је српска књижевност за децу сматрана богатијом од хрватске, он уврстио мали број аутора из СР Хрватске.
У периоду између 1968. и 1969. Пекић је био један од уредника „Књижевних новина“. Његов други роман је Ходочашће Арсенија Његована (1970), у коме је, поред осталог, дао слику студентског протеста 1968. у Југославији. Иако се идеолошки дистанцирао од овог опозиционог покрета, нова политичка клима је даље компликовала његов однос са влашћу, тако да је годину дана био без пасоша. Роман је ипак добио Нинову награду као најбољи југословенски роман те године. Енглески превод под насловом Houses of Belgrade (Београдске куће) се објавио 1978. у издавачкој кући Harcourt Brace Jovanovic у Њујорку, а касније је био преведен на пољски, чешки и румунски.

### Исељење и даљи рад
Након Пекићеве емиграције у Лондон 1971, југословенске власти су га сматрале персоном нон грата и низ година су осујећивали издавање његових дела у Југославији. Најзад се 1975. појавило Успење и суноврат Икара Губелкијана, које је касније преведено на пољски 1980, мађарски 1982, чешки 1985. и француски 1992.
Године 1977. послао је рукопис сотије Како упокојити вампира на књижевни конкурс Удружених издавача Југославије, који су препознали у њему најбоље пристигло дело и тако је књига штампана. Касније је преведена на чешки 1980, пољски 1985, италијански 1992, а енглески превод се појавио 2005. Базиран делимично на Пекићевом сопственом искуству у затвору и истрази, роман показује методе, логику и психологију модерног тоталитарног режима.
Одбрана и последњи дани (1977), сага-фантазмагорија преведена је на пољски и мађарски 1982, на чешки 1983, француски 1989. и шведски 2003. Ова три романа базично се баве разним врстама и на разним нивоима колаборације у Југославији за време Другог светског рата.
После више од две деценије припрема, студија и проучавања први том Пекићеве седмотомовне фантазмагорије Златно руно се 1978. године појавио пред читаоцима. Следе затим и осталих шест томова током 1978—1986. године. Тим делом се Пекић уврстио у најзначајније српске књижевнике. За ову сагу Пекић је 1987. добио Његошеву награду, означујући га као једног од врховних савремених прозних писца у Југославији. Према мишљењу жирија Телевизије Србије, тај роман је ушао у избор десет најбољих романа, написаних на српском језику у периоду од 1982. до 1992. године. Златно руно је упоређивано од стране иностраних критичара са Џејмс Џојсовим „Уликсом”, по структури нарације класичног мита, са Мановим „Буденброковима”, по дугачкој породичној историји и еволуцији предратног друштва, као и са „Контрапунктом живота” Олдуса Хакслија, по унутрашњој тензији која пролази кроз лавиринт конфликтних перспектива. Но ипак је Златно руно слављено као јединствено. Једна од очигледних одлика је и огроман обим и тематска комплексност. Златно руно описује лутање генерација Његована и кроз њих истражује историју Балкана. Први, други и трећи том издат је на француском 2002, 2003. и 2004. године.
Осамдесетих је Пекић написао нешто сасвим ново. Сакупљао је материјал за писање књиге о изгубљеном острву Атлантиди, са намером да да једно ново објашњење за корене, развој и пропаст наше цивилизације. И поред класичних извора који су инспирисали његов антрополошки интерес, Пекић је одлучио да оцрта своју нову визију будућности и тиме избегне рестрикције „историјског модела“ са којим је он несумњиво морао да се суочи у старим митовима. Из тога су произишле три књиге: жанр-роман Беснило (1983), антрополошки роман 1999 (1984) и епос Атлантида (1988). Ове књиге су доживеле велики број издања у Србији, а Беснило је био бестселер. Беснило је преведено на шпански 1988. и мађарски 1994, а Атлантида на чешки 1989. За Атлантиду је Пекић добио „Горанови награду“ 1988. Овај роман је 1983. изабран за најчитанију књигу домаћег аутора те године и добио је награду Београдски победници.
Пекићева Одабрана дела у 12 томова штампана су крајем 1984. а за њих је добио Награду Удружења књижевника Србије.
Године које су појели скакавци, у три тома, издате су између 1987. и 1990. Два одломка прве књиге су преведена на енглески и публикована у књижевним часописима Велике Британије. Ово је Пекићева аутобиографско-мемоарска проза са оценом и објашњењем послератних дана, животом и прогањањем буржоазије под комунистичким режимом. Ове књиге нису само аутобиографске у класичном смислу речи, пошто се Пекић бави и општим стањем Југославије после Другог светског рата, као и другим земљама и њиховим пеналним системима. Он слика затворски живот као јединствену цивилизацију, а цивилизацију „слободе“ као специјалан вид затвора. Ова трилогија је изабрана као најбоља мемоарска проза и за њу је Пекић добио Награду Милош Црњански 1989.
Готске приче Нови Јерусалим штампане су 1989, за које је Пекић је добио Награду Мајска руковања у Црној Гори 1990. за своја литерарна и културна достигнућа. Две приче из ове збирке су публиковане на француском, енглеском и украјинском у разним антологијама. Прича Човек који је јео смрт из ове књиге била је посебно преведена у Француској 2005. као сепаратно издање. На таласима радио-станице Франце културе је 21. септембра 2005. ово Пекићево дело представљено као књига дана, односно као најбоља књига страног писца те године.

## Филм, позориште и радио
Пекић се седамдесетих издвојио као један од најбољих савремених драмских писаца Србије. Редовно је писао радио-драме за Westdeutscher Rundfunk у Келну, као и за Süddeutscher Rundfunk у Штутгарту. Од 27 драма које су изведене и/или штампане у Србији, 17 су имале своју премијеру у Немачкој. Многе су биле трансформисане у позоришне и/или ТВ драме и добијале су бројне награде. Шеснаест њих је штампано у његовим Одабраним делима 1984. Његова драма Генерали или Сродство по оружју (1969) се може наћи у свакој антологији српске савремене драме. Добила је Награду Стеријиног позорја за комедију године 1972, као и Награду Кнегиња Милица позоришта у Крушевцу 1991. Пекићеви позоришни комади су били веома популарни и хваљени, а најпознатији од њих Цинцари или Корешподенција (1979), која је базирана на четвртом тому Златног руна, играла се 280 пута у Атељеу 212 у Београду, у периоду од 23 године. Добио је прву награду Радио Загреба за драму 186. Степеник (1982), као и прву награду на фестивалима у Охриду и Варни за Како забављати господина Мартина (1990).
Током своје каријере Пекић је радио на многим филмовима, написао је више од двадесет оригиналних сценарија и адаптирао неке од својих романа за филм. Филм Време чуда је био изабран да репрезентује Југославију на Канском фестивалу 1991, где је Горан Паскаљевић добио награду за режију, а касније филм је учествовао на фестивалима у Глазгову, Москви, Монтреалу и Врњачкој Бањи. Награда критичара додељена је у Сан Себастијану 1990. Ђавољи рај (1989) (That summer of white roses), рађен по саги-фантазмагорији Одбрана и последњи дани, добио је награду на филмском фестивалу у Токију 1989. и био је селектован исте године да репрезентује Југославију на фестивалу у Монпељеу (Француска), Пули (Хрватска), Сан Себастијану (Шпанија), Лос Анђелесу и Сан Франциску (САД).
Као хонорарни коментатор Југословенског одељења Светске секције Би-Би-Сија у Лондону (1986—1991) Пекић је читао своја „Писма из Лондона“ сваке недеље; ова Писма су после штампана у Југославији као Писма из туђине, Нова писма из туђине и Последња писма из туђине (1987—1991). Свака књига је садржавала педесет писама са духовитим и иновативним запажањима о Енглеској и енглеском народу. Писма су била емитована за југословенске и српске слушаоце, за које је Пекић нарочито уживао да направи бројна и хумористична поређења између енглеске и наше власти, државе, обичаја и људи. За ове књиге добио је Награду Јаша Игњатовић у Мађарској 1991. Пекић је такође на истом програму Би-Би-Сија имао серију о историји Велике Британије, која је издата постхумно са насловом Сентиментална повест Британског царства (1992). За ово дело је добио Почасну награду БИГЗ-а, издавача књиге. Дело је штампано неколико пута и имало је великог успеха.
Дела су му преведена на енглески, немачки, француски, италијански, шпански, холандски, пољски, чешки, словачки, мађарски, румунски, реторомански, македонски, словеначки, албански, грчки, шведски и украјински.

## Крај живота и смрт
Године 1989, заједно са још дванаест интелектуалаца обновио је рад Демократске странке, да би следеће, 1990. године, постао члан Главног одбора, као и један од уредника обновљеног опозиционог листа „Демократија“. У јуну 1991, био је кандидат Демократске странке за народног посланика на допунским изборима за Скупштину Републике Србије у београдској општини Раковица, али није прошао у други круг, у коме је победио Војислав Шешељ.
Пекић је био потпредседник Српског ПЕН центра од 1990. до 1992. године и члан енглеског ПЕН центра. Био је дописни члан Српске академије наука и уметности од 1985. године, као и члан Крунског савета принца Александра Карађорђевића 1992. године.
Активан, како као аутор тако и као јавна личност, до последњег дана, Пекић је умро од рака плућа у свом дому у Лондону, 2. јула 1992. године у 63. години живота. Кремиран је у Лондону, а његова урна се налази у Алеји заслужних грађана на Новом гробљу у Београду, заједно са другим уваженим личностима из социјалног, политичког и културног реда грађана. Постхумно, 1992, га је Њ. К. В. престолонаследник Александар одликовао Краљевским орденом двоглавог белог орла првог степена, као највишег одликовања додељеног од претендента Србије на позицију монарха.

### Постхумна издања
Велики део Пекићевих дела су публикована постхумно. Време речи, 1993; Одмор од историје, 1993; Градитељи, 1994; Рађање Атлантиде, 1996; Скинуто са траке, 1996; У трагању за Златним руном у три тома, 1997; Изабрана писма из туђине, 2000; Политичке свеске, 2001; Философске свеске, 2001; Кореспонденција као живот I и II, 2002-2003; Сабрана писма из туђине, 2004, Роботи и сабласти (збирка необјављених драма), 2006; Изабране драме, 2007; Изабрани есеји, 2007; Морал и демократија (збирка интервјуа и есеја), 2008; Маргиналије и моралије (збирка мисли из објављених и необјављених дела), 2008.
Борислав Пекић је за собом оставио огроман корпус књижевних манускрипата који се састоје од комплексних коментара о настанку и развитку тема у Златном руну, Атлантиди, 1999, са филозофског, антрополошког и историјског становишта. Присуство аутобиографских садржаја може се запазити у неким његовим делима у виду сећања на године проведене у политичком заточеништву, као и у књигама есеја поводом живота у Великој Британији. Његова опсесија темама личне слободе провлачи се, како кроз дела, тако и кроз дневнике као одговор на гушење и опресију комунистичког режима у бившој Југославији. Његова супруга и ћерка су 2012. објавиле дело „Стопе у песку“ које садржи говоре и предавања које је Пекић држао широм света.

## Наслеђе
И након смрти, Бориславу Пекићу и његовом делу одаје се дужно признање и поштовање. Српска академија наука и уметности у Београду одржала је 1. и 2. јула 2000. године научни скуп поводом седамдесетогодишњице рођења Борислава Пекића. Реферати са тог скупа штампани су у Споменици Борислава Пекића 2003. године.
Народна библиотека Србије је септембра 2000. године организовала изложбу под насловом „Борислав Пекић или време речи“ заједно са Фондом Борислава Пекића и Народном библиотеком Краљева.
Дана 17. априла 2007. године у Библиотеци града Београда била је отворена импозантна изложба о животу и делу великог писца поводом 80 година од његовог рођења. Ова иста изложба под покровитељством Министарства културе Владе Републике Србије путовала је, како по Србији (Јагодина, Нови Сад, Златибор, Ниш, итд), тако и по многим градовима Европе и Канаде. Гостовала је у Будимпешти, па у Сарајеву јула 2007, у Паризу 25. марта 2010, 16. новембра 2010. у Загребу, 2011. у Пули. Градска општина Врачар и Библиотека града Београда је ову изложбу у нешто друкчијем облику приказала 19. априла 2010. године.
Зборник Поетика Борислава Пекића: преплитање жанрова настао је као резултат истоименог научног скупа који је одржан у Београду 19. и 20. новембра 2008. године. Међународни научни скуп, посвећен поетици и жанровским аспектима Пекићевог дела, припремљен је у оквиру пројекта „Савремене књижевне теорије и њихова примена: нове дискурзивне праксе књижевнотеоријских проучавања“ који се реализује у Институту за књижевност и уметност — Београд.
Организациони одбор су чинили: др Весна Матовић, директор Института, Љиљана Пекић, супруга Борислава Пекића, др Милан Радуловић, руководилац Пројекта у Институту, др Гојко Тешић, др Петар Пијановић, руководилац скупа, др Александар Јерков и мр Игор Перишић.
Скуп је отворен 19. новембра 2008. У свечаној Сали Скупштине града уз пригодне речи др Весне Матовић, Небојше Брадића, министра за културу у Влади Републике Србије, и др Петра Пијановића.
Научни скуп је окупио проучаваоце и тумаче Пекићевог дела из Србије и иностранства (Немачка, Русија, Француска, Енглеска, Пољска, Украјина, Италија, Босна и Херцеговина, Црна Гора, Хрватска, Македонија).
Новембра 2010. године, Пекић је уврштен у серију марака Србијамарке ПТТ Србије „Великани српске књижевности“, чији је дизајн урадила Марина Калезић. Колекција је постала филателистичка реткост.
Такође, 2002. године изграђена је основна школа на Бежанијској коси у Београду која је добила име по Бориславу Пекићу. У Београду, на Врачару, именована је улица Борислава Пекића, а 2012. године огранак Библиотеке града Београда у улици Светозара Марковића добио је име по Бориславу Пекићу.
Године 2006. његова супруга Љиљана Пекић, која је била приређивач његових постхумних дела, почела је да уређује блог Борислава Пекића на ком се могу наћи, како публикована, тако и необјављена дела овог писца. Године 2012. његова унука Мари-Луиз почела је Фејсбук страницу са Пекићевим одабраним цитатима. Брига о публиковању Пекићевих рукописа, како објављених, тако и оних из заоставштине, преузеле су његова супруга Љиљана Пекић и ћерка Александра Пекић.
Борислав Пекић је рехабилитован одлуком Окружног суда у Београду од 17. децембра 2007. године.
На Цветном тргу у Београду је 2. марта 2016. откривен споменик Бориславу Пекићу.

### Фонд „Борислав Пекић“
После Пекићеве смрти, у јулу 1993, у Београду, је основан Фонд „Борислав Пекић“, чији су оснивачи српски ПЕН-центар, Српска академија наука и уметности, Министарство културе Републике Србије, Бранко Драгаш, Удружење књижевника Србије и Љиљана Пекић, која је и директор Фонда. Циљ Фонда је промоција и публиковање Пекићевих дела, старање o пишчевој заоставштини, као и пројекти „Борислав Пекић нашој деци“ и годишња додела награде „Борислав Пекић“ за књижевна дела у настајању. Од 1995. установљена је књижевна награда „Борислав Пекић” која се додељује гимназијалцима.
Фонд редовно објављује и публикацију Анали Борислава Пекића. Писци који су добили награду Фонда „Борислав Пекић“ за нова дела временом су постали афирмисани ствараоци савремене српске књижевности. Међу њима су Светислав Басара, Драган Великић, Горан Петровић, Владислав Бајац, Милета Продановић, Игор Маројевић, Сретен Угричић, Гојко Божовић, Јасмина Лукић, Саша Јеленковић, Александар Марчићев и многи други. Ово је јединствена књижевна стипендија у Србији за дела у настајању. Награда и стипендија се додељују сваке године 2. јула, на дан Пекићеве смрти. У Аналима Борислава Пекића сваке године се штампају критике и студије о разним аспектима Пекићевог стварања, као и одломци из романа награђених писаца и исцрпна Пекићева библиографија, која се сваке године ажурира.

## Ставови
Пекић током живота у изгнанству у Уједињеном Краљевству никада није узео британско држављанство. Сматрао је да је Србин и српски писац и желео је да остане такав до краја живота, са чим су се његова супруга и ћерка солидарисале.
У преписци са пријатељима наводио је да њега у Србији нико неће, као и да му Срби пребацују да није довољно Србин у јавним наступима а Црногорци да се не залаже за њихову измишљену нацију.

## Награде
- НИН-ова награда, за роман Ходочашће Арсенија Његована, 1970.[25]
- Стеријина награда за текст савремене комедије, за драму На лудом белом камену, 1972.
- Награда „Београдски победници”, за најчитанију књигу, 1984.
- Годишња награда Удружења књижевника Србије, за Сабрана дела, 1985.
- Награда „Лазар Комарчић”, за роман 1999, 1986.
- Његошева награда, за роман Златно руно (седам томова), 1987.
- Награда „Милош Црњански”, за књигу Године које су појели скакавци, 1989.
- Награда Задужбине „Јаков Игњатовић”, за књигу есеја Писма из туђине, 1990.[26]
- Награда „Кнегиња Милица” Крушевачког позоришта, 1991.
- Деретина награда, за књигу есеја Последња писма из туђине, 1991.
- БИГЗ-ова награда, постхумно, за књигу есеја Сентиментална повест Британског царства, 1993.

## Дела
- Време чуда, повест, Просвета, 1965, 1983; Београд: Народна Књига, 1997; Титоград: Графички завод, 1969; Нови Сад: Соларис, 2006; Београд: Лагуна, 2012, 2021
- Ходочашће Арсенија Његована, роман, Београд: Просвета, 1970, 1971, 1991; Београд: Нолит 1981; Завод за уџбенике и наставна средства, 2002; Београд: НИН и Завод за уџбенике, 2004; Београд: Евро-ђунти, 2010
- Успење и суноврат Икара Губелкијана, новела, Београд: Слово Љубве, 1975; заједно са новелом Одбрана и последњи дани: Београд: Рад, 1984; Београд: Народна књига, 1996; Нови Сад: Соларис, 2001; Београд: Лагуна, 2021 (заједно); Београд: Српска књижевна задруга, 2009 (одвојено).
- Како упокојити вампира, сотија, Београд: БИГЗ, Рад, Народна књига, 1977; Београд: Нолит, 1982; Цетиње: Обод, 2000; Нови Сад: Соларис, 2002; Београд: Лагуна, 2012
- Одбрана и последњи дани, новела, Београд: Слово Љубве, 1977; заједно са Успење и суноврат Икара Губелкијана, Нови Сад: Соларис, 2001.
- Златно руно, фантазмагоријска, Београд: Просвета, 1978 (том I & II), 1980 (том III & IV), 1981 (том V), 1986 (том VI & VII); Сарајево: Свјетлост, 1990, Београд: Дерета, 2005 (том I-VII), и 2006 (том I-VII) цео комплет је у кожном повезу;
- Беснило, жанр-роман, Загреб: Свеучилишна наклада Либер, 1983, 1984; Београд: БИГЗ, 1985, 1987; Београд: Просвета, 1991; Београд: Дерета, 1993; Нови Сад: Соларис, 2002; Београд: Новости, 2004; Београд: Лагуна, 2011.
- 1999, антрополошка повест, Љубљана, Загреб: Цанкарјева заложба, 1984; Београд: Нолит, 2001; Нови Сад: Соларис, 2006; Београд: Лагуна, 2011.
- Године које су појели скакавци, успомене из затвора или антропопеја (1948—1954), Београд: БИГЗ, 1987, 1988, 1991 (том 1), 1989, 1991 (том 2), 1990, 1991 (том 3); Нови Сад: Соларис, 2004 (томови 1, 2, 3), Београд: Службени гласник 2010 (томови 1, 2, 3).
- Писма из туђине, Загреб: Знање, 1987; Београд: Народна књига, 2000.
- Нови Јерусалим, готска хроника, Београд: Нолит, 1988; Београд: Српска књижевна задруга, 1990, 1997; Београд: Политика, Народна књига, 2004; Нови Сад: Соларис, 2001; Београд, Лагуна, 2012
- Атлантида, епос, 2 тома, Загреб: Знање, 1988, 1989; Нови Сад: Соларис, 1995, 2001, 2006; Подгорица: Вијести, 2007; Београд: Лагуна, 2011.
- Нова писма из туђине, Загреб: Младост, 1989.
- Последња писма из туђине, Београд: Дерета, 1991.
- Сентиментална повест Британског царства, повест, Београд: БИГЗ, 1992, 1993, 1995; Нови Сад: Соларис, 1999, 2002, 2006; Београд: Службени гласник, 2010.
- Време речи, збирка интервјуа, приредио Божо Копривица, Београд: БИГЗ и Српска књижевна задруга, 1993.
- Одмор од историје, приредио Радослав Братић, Београд: БИГЗ, 1993.
- Градитељи, Београд: БИГЗ, 1995.
- Рађање Атлантиде, приредила Љиљана Пекић, Београд: БИГЗ, 1996.
- Скинуто са траке, дневничке белешке и размишљања, приредио Предраг Палавестра, Београд: Народна књига, 1996.
- У трагању за Златним руном, приредила Љиљана Пекић, Београд: БИГЗ, 1997.
- Писма из туђине, одабрана приредио Владета Јанковић, Београд: Народна књига, 2000.
- Политичке свеске, приредила Љиљана Пекић, Нови Сад: Соларис и Стyлос, 2001.
- Философске свеске, приредила Љиљана Пекић, Нови Сад: Стилос, 2001.
- Кореспонденција као живот I, преписка са пријатељима, приредила Љиљана Пекић, Нови Сад: Соларис, 2002; Београд: Службени гласник 2011.
- Кореспонденција као живот II, преписка са Љиљаном и Александром, приредила Љиљана Пекић, Нови Сад: Соларис, 2003; Београд: Службени гласник 2011.
- Сабрана писма из туђине, Нови Сад: Соларис, 2004; Београд: Службени гласник 2010.
- Роботи и сабласти, драме, избор Светислав Јовановић, Нови Сад: Соларис, 2006.
- Изабрани есеји, избор Лидија Мустеданагић, Нови Сад; Соларис, 2007.
- Изабране драме, избор Лидија Мустеданагић, Нови Сад: Соларис, 2007.
- Морал и демократија, приредио Маринко Вучинић, Београд: Демократска странка, Истраживачко-издавачки сектор, 2008.
- Маргиналије и моралије, приредила Љиљана Пекић, Нови Сад: Соларис, 2008.
- На лудом белом камену (Генерали или сродство по оружју + У Едену, на истоку): Београд, Атеље 212, ГОДИНА???
- Генерали (у Антологија ТВ драме), Београд, РТВБ, 1969
- Генерали (у Антологија савремене српске драме-С. Селенић)	Београд, СКЗ, 1977
- Аргонаутика; Београд: Српска књижевна задруга 1989.
- Интервју са Драгомиром Стојадиновићем; Београд: Институт за савремену историју, 2007.
- Живот на леду; Београд: Завод за уџбенике, 2009.
- Цинцари или Корешподенција; Београд: Удружење драмских писаца Србије и Позориште “Модерна гаража“, 2009.
- Како забављати господина Мартина (у Антологија српске радио драме од М. Јокић-З. Костић, бр. 2, 1939-2003, Београд, РТС, 2004
- Ремек-дело или Судбина уметника; Београд: Народно позориште, 1979
- Б. Пекић/Михиз Атеље 212: Цинцари или корешпонденција	Београд, Атеље 212, 1980
- Б. Пекић/Михиз Атељеа 212: Заклети спасилац дављеника; Београд, Атеље 212, 1985
- Б. Пекић/Михиз Атеље 212: Корешпонденција + Спасилац; Београд, Атеље 212, 1986
- Б. Пекић Театар у подруму Атеље 212: Време чуда(у програму су коментари о Пекићу); Београд, Атеље 212,
- Б. Пекић Синтеза 26, Обешењак у Крушевачком позоришту, Крушевац, Багдала, 1984, 1993
- Б. Пекић Крушевачко позориште, Обешењак, Генерали, Крушевац, Крушевачко позориште, 1996
- Анали, одломци из заоставштине, критике и библиографија Београд: Фонд Борислав Пекић, 2004 (бр. 1); 2005 (број 2); 2006 (број 3); 2007 (број 4); 2008 (број 5); 2009 (број 6); 2010 (број 7)

Едиције изабраних дела:
- Одабрана дела Борислава Пекића, у 12 томова, Београд: Партизанска књига, 1984. Садржи:

- Том 1: Успење и суноврат Икара Губелкијана; Одбрана и последњи дани.
- Том 2: Време чуда.
- Том 3: Како упокојити вампира.
- Том 4: Ходочашће Арсенија Његована.
- Том 5: Златно руно 1.
- Том 6: Златно руно 2.
- Том 7: Златно руно 3.
- Том 8: Златно руно 4.
- Том 9: Златно руно 5.
- Том 10: На лудом, белом камену: одабране комедије; садржи између осталих следеће драме: На лудом, белом камену или булење вампира, Разарање говора, Уметност и стварност, Ко је убио моју бесмртну душу?, Како се калио један господин, Бермудски троугао, Стоосамдесетшести степеник, Генерали или сродство по оружју.
- Том 11: У Едену, на истоку: одабране фарсе;садржи између осталих драме: У Едену, на истоку, Како забављати господина Мартина, Категорички захтев, Сива боја разума, Рђав дан на Стоцк Еxцханге-у, Обешењак, Тезеју, Јеси ли убио Минотаура?, Рајнске задушнице.
- Том 12: Тамо где лозе плачу: есеји, дневници.

- Изабрана дела Борислава Пекића у 6 томова, Београд: Просвета 1991.

- Књ. 1: Успење и суноврат Икара Губелкијана: Одбрана и последњи дани: новеле.
- Књ. 2: Време чуда: повест.
- Књ. 3: Ходочашће Арсенија Његована: роман.
- Књ. 4: Како упокојити вампира: сотија.
- Књ. 5: Беснило: жанр-роман.
- Књ. 6: Нови Јерусалим: готска хроника.